# براندون وود (كرة سلة)
براندون وود (بالإنجليزية: Brandon Wood)‏ مواليد 5 يناير 1989 في كوكومو، هو لاعب كرة سلة أمريكي. بدأ مسيرته الاحترافية في سنة 2012. يحمل الرقم 30. لعب مع إم زد تي سكوبيه ونادي ليتكابليس لكرة السلة.

## روابط خارجية
- براندون وود على موقع كرة السلة الأوروبية.كوم (الإنجليزية)
- براندون وود على موقع كلية كرة السلة في سبورتس رفرنس.كوم (الإنجليزية)
- براندون وود على موقع ريلجم (الإنجليزية)
- براندون وود على موقع بروبوليرز (الإنجليزية)
- براندون وود على موقع سبورتس رفرنس (الإنجليزية)
- براندون وود على موقع سبورتس رفرنس (الإنجليزية)